# ロンドン国際空港
ロンドン国際空港（ロンドンこくさいくうこう、英: London International Airport）は、カナダのオンタリオ州ロンドンにある空港である。トロントの200km南西にある。
1940年1月24日に開港し、カナダ空軍の基地としても利用されていた。en:Jet Aircraft Museumが併設されている。

## 就航路線
| 航空会社               | 就航地                                                     |
| ---------------------- | ---------------------------------------------------------- |
| エア・カナダ           | トロント                                                   |
| ウエストジェット       | トロント、カルガリー                                       |
| Swoop航空              | エドモントン                                               |
| エア・トランザット     | 季節: カンクン、プエルトプラタ、プンタカナ                 |
| カナディアンノース航空 | 季節: ハリファックス、マイアミ、モンクトン、サスカトゥーン |
| サンウィング航空       | 季節: カンクン、プンタカナ、バラデーロ                     |

## 交通アクセス
- バス No.36 (en:London Transitによる運行[3])